# Vossenleen
Het Vossenleen te Brunssum was een houten kasteel waarin de adellijke familie de Vos woonde.

## Geschiedenis
Om het kasteel lag een gracht. Het kasteel lag ongeveer 100 meter ten noordoosten van de huidige Gregoriuskerk, naast de in 1996 afgebroken Unitas-gebouw.
Het Vossenleen wordt in 1386 voor het eerst genoemd toen Thijs Vos van Bruynsheim de leenman van het goed was. Niet veel later werd vermeld dat de helft van het leen van Roist (ook wel: Ros of Joist) Vos van Bruynsheim was.
In 1622 werd een paar honderd meter verder kasteel Op Genhoes door Willem en Godart Vos, zonen van Ridder Jan Vos, gebouwd. Toen dit kasteel in gebruik werd genomen, werd het houten kasteel en kasteel Rozengaard (dit kasteel lag op de plek waar nu woonwijk Op gen Hoes is gelegen. Dit kasteel werd ook wel Rozengoed of Cluttenleen genoemd), beiden in bezit van het geslacht de Vos, in 1648 gesloopt en werden de grachten en vijvers gedempt.

### Eigenaren
Het leengoed werd verheven te Valkenburg en had, voor zover bekend, de volgende eigenaren:
| Periode | Eigenaar                              | Opmerking                                                               |
| ------- | ------------------------------------- | ----------------------------------------------------------------------- |
| 1386    | Thijs Vos van Bruynsheim              | Ook wel Mathijs Vos van Bronsheim genoemd.                              |
| ?       | Roist (Ros, Joist) Vos van Bruynsheim | Zoon van Thijs Vos van Bruynsheim.                                      |
| ?       | ?                                     | Onbekende eigenaren                                                     |
| 1537    | Jonker Johan Vos                      | In ditzelfde jaar verheft Jonker Willem Vos het Onderste Vossenhof      |
| 1546    | Weduwe Johan Vos                      |                                                                         |
| 1557    | Jonker Jan (Johan) Vos                | Zoon van Johan Vos, in 1622 ging het leen over naar kasteel Op Genhoes. |

## Trivia
- Brunssum kent een straat met de naam Vossenleen.